# Ribeirão das Lajes
Ribeirão das Lajes är ett vattendrag i Brasilien.   Det ligger i delstaten Rio de Janeiro, i den sydöstra delen av landet, 900 km sydost om huvudstaden Brasília.
Omgivningarna runt Ribeirão das Lajes är huvudsakligen savann. Runt Ribeirão das Lajes är det tätbefolkat, med 849 invånare per kvadratkilometer.